# Onchan
Onchan falu és egyházkerület (parrish) a Man-szigeten. Habár közigazgatásilag falu, Douglas után ez a sziget második legnépesebb települése. Ma már a főváros egyik peremkerületeként is felfogható. Lakossága a 2001-es népszámlálás adatai alapján 8803 fő. Ebben a választókerületben a Huszonnégyekbe (Yn Kiare as Feed: A Négy és Húsz; angol nevén House of Keys) három képviselőt választanak.
A manx nyelvben a falunak és az egyházkerületnek más neve van. Az előbbié Kione Droghad (a Híd Vége), az utóbbinak Connaghyn, (St. Conchan) a neve.

## Az egyházkerület
Conchan Douglastól északra, egy földnyelven fekszik, ahonnét jó kilátás nyílik a Douglasi-öbölre. Az egyházkerület Caim Gerjoiltól és Port Groudletól Douglasig, a Glasstól és a Keleti Baldwin völgytől az Ír-tengerig nyúlik.
Határai magába foglalják a Douglas-öböl északi részét és a Banks' Howe földnyelvét (ami 120 méter magas). A terület legmagasabb pontja a 316 méter magas Slieau Ree. 
Az egyházkerület mezőgazdasági vidék, egyetlen nagyobb lakott települése Onchen. Az északnyugati hegyes területektől eltekintve a földművelés számára ól hasznosítható terület. Souglas közelében sok vidéki villa szegélyezi az utakat. Onchan több nagyobb forrás központja, ami biztosítja a főváros és a környező falvak vízkeresletének kielégítését. 
Három nagyobb hegyszoros van a területen. Ezek a Molly Quirk's-szoros, a Groudle-szoros és a Bibalo Walk, ami a Groudle Beachig tart. A Groudle Glen Railway a tengerparton fut végig a Headlandig, majd onnét a Fóka-kőnél lévő végállomásig. Itt az utasok leszállhatnak, és megnézhetik a Viktória-korabeli állatkert  maradványait, ahol a második világháború előtt fókát és jegesmedvét is tartottak. 
A többi körzethez hasonlóan Onchan is több kisebb, természetes elválasztóvonalakkal határolt (hegyek, folyók) részre osztható, ezek a Treenek. Az 1511-től érvényes felosztás alapján Onchan a következő Treeneket tartalmazza:
- Slekby
- Alia-Begod
- Begod  (now Bygoad)
- Byballo (now Bibaloe)
- Hawstrake (now Howstrake)
- Horaldre
- Tremsare
- Tremott
- Douglas

### A templom
Az egyházközség jelenlegi templomát 1833-ban építették John Samuel Skillicon tervei alapján. Abban az időben Szent Péternek ajánlották fel, őt választották a terület védőszentjévé. Ez a templom a régi romos és veszélyes, 1711-ben lerombolt elődje helyén áll. Hosszú ideig semmi sem történt annak érdekében, hogy új imaház épüljön ezen a területe, mígnem Ward püspök John Welchtől terveket rendelt. 1830-ban letették az új épület alapkövét, de a hívők nyomására átvitték a mostani helyére.
A templom volt a szigeten az első épület, ahova bevezették az elektromos áramot. Viktória királynő trónra lépésének 60. évfordulója alkalmából tartott ünnepségek adtak alkalmat a Man Tramwaynek és a Power Companynak, hogy így támogassák a fejlődést.

## A falu
Onchan most elsősorban egy kis falu, ahova az emberek leginkább aludni járnak. Lakosai Douglasban dolgoznak. Két általános iskolája van, a falu diákjai középiskolai tanulmányaikat a közeli városban végzik. A faluban van sok bolt, ami közül kiemelkedik az Onchan Village Walk, egy kisebb bevásárlóközpont, ahol több különálló bolt is helyet kap. A kikapcsolódásról a park gondoskodik, ahol csónakázótó, mini golfpálya, focipálya és teniszpálya várja az érdeklődőket.
Néhány forrás állítása szerint a Port Jack környéke volt a szigeten az első hely, ahol elektromos utcai világítás működött – köszönhetően a Manx Electric Railwaynek, melynek itt volt a közelben a generátorai.

## Curragh Kiondroghad, az onchani láp
A Curragh Kiondroghad láp egy egy acre területű természetvédelmi terület, melynek változatos élővilága van. A területet 1998 óta a Manx Wildlife Trust tartja karban.